# Iluminator (żeglarstwo)

Turystyczny, kabinowy jacht żaglowy z iluminatorem w pokładówce (kolor czarny).

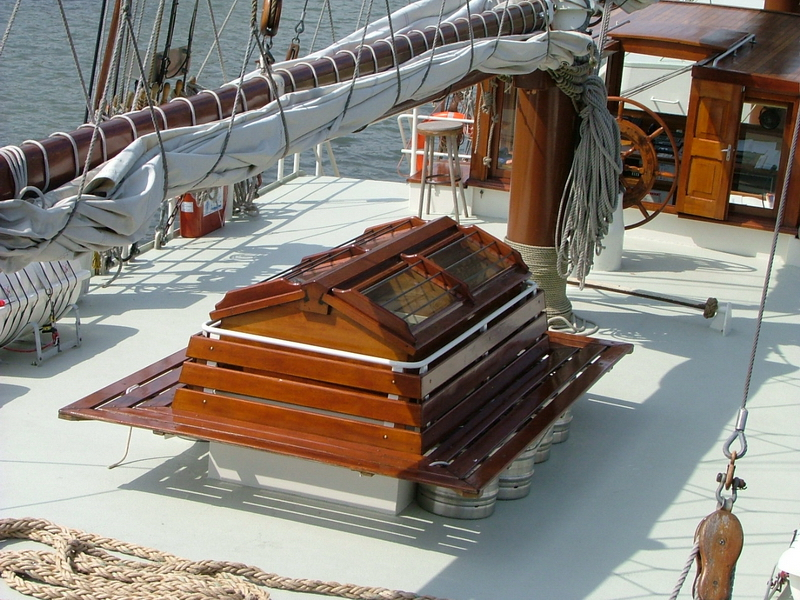
Świetlik na holenderskim jachcie „Mare Frisium”

Iluminator – wodoszczelne okno umieszczone w burcie, pokładówce lub nadbudówce jachtu, statku bądź innej jednostki pływającej. Może być okrągłe, owalne lub prostokątne o zaokrąglonych narożnikach.
Głównym zadaniem iluminatora jest oświetlenie pomieszczeń znajdujących się pod pokładem oraz niekiedy ich wentylacja. Obudowa okien musi charakteryzować się wodoszczelnością, by uniemożliwić dostanie się wody do wnętrza jednostki. Zazwyczaj iluminatory umieszcza się nad takimi pomieszczeniami jak toaleta, kambuz, mesa czy kabina nawigacyjna. Wykonywane są ze szkła hartowanego (jednostki śródlądowe) oraz częściej ze szkła organicznego.
Do zabezpieczenia szyb przed rozbiciem np. przez fale sztormowe stosuje się tzw. blindklapy wykonane z hydronalium lub sklejki.
Szczególnym rodzajem iluminatora jest świetlik, tzw. skajlajt. Jest to okno umieszczone w pokładzie lub dachu pokładówki bądź nadbudówki. Zazwyczaj jest uchylne, co umożliwia wentylację znajdujących się pod nim pomieszczeń. Do zabezpieczenia szyby skajlajtu przed rozbiciem stosuje się niekiedy kratownicę z aluminiowych prętów.
Okrągły iluminator, zazwyczaj na większych jednostkach, przede wszystkim wojennych, nazywany jest bulajem.